# Educación en Estonia

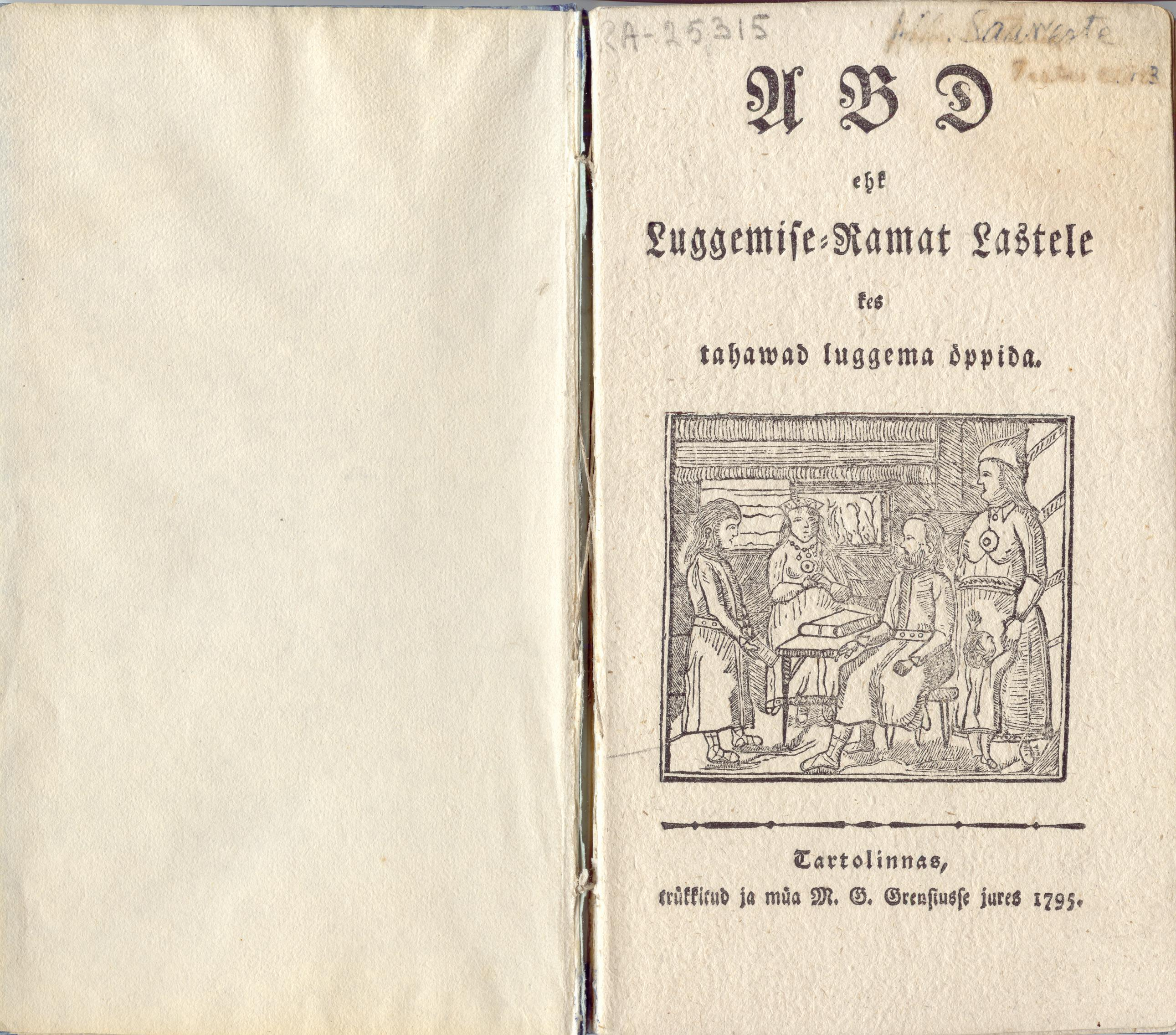
ABD ehk Luggemise-Ramat Lastele —ABD o el libro de lectura para niños— fue un libro de texto escrito por Otto Wilhelm Masing. Su portada data del año 1795.

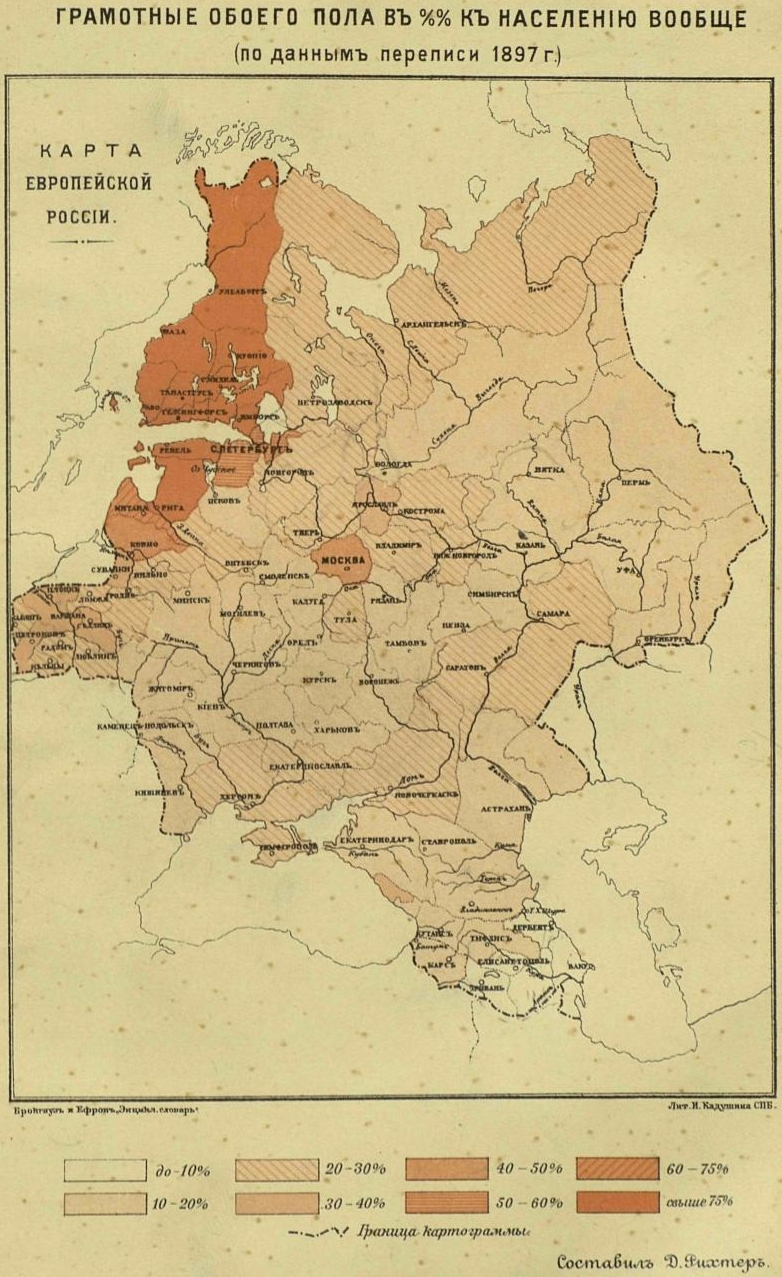
Los sistemas de educación pública creados durante la anterior dominación sueca convirtieron a Estonia y Finlandia en las dos zonas más alfabetizadas del Imperio ruso —mapa de los datos de alfabetización del censo de 1897—.

La educación en Estonia se remonta a los siglos XIII y XIV, cuando se fundaron las primeras escuelas monásticas y catedralicias. El primer libro de lectura en idioma estonio se publicó en 1575. La universidad más antigua es la Universidad de Tartu, establecida en 1632 durante el reinado del rey Gustavo II Adolfo de Suecia. Los inicios del sistema público de educación en Estonia surgieron en la década de 1680, en gran parte gracias a los esfuerzos de Bengt Forselius, quien también impulsó reformas ortográficas en el estonio escrito.
Hoy en día, la educación en Estonia se divide en educación general, vocacional y de aficiones. El sistema educativo comprende cuatro niveles: preescolar, básico, secundario y superior. Se ha desarrollado una amplia red de escuelas e instituciones de apoyo. El sistema incluye instituciones estatales, municipales, públicas y privadas. Actualmente hay 589 escuelas en Estonia.
La educación superior académica en Estonia se organiza en tres niveles: estudios de licenciatura, maestría y doctorado. En algunas disciplinas —como medicina, veterinaria, farmacia, odontología, arquitectura y docencia de primaria—, los niveles de licenciatura y maestría están integrados en un solo programa. Los títulos de «bakalaureusekraad» obtenidos antes de 2002 equivalen al nivel de maestría actual tras la implementación del Proceso de Bolonia. Las universidades públicas estonias gozan de mayor autonomía que las instituciones de educación superior aplicada, pudiendo establecer sus propios planes de estudio, criterios de admisión, presupuestos, planes de desarrollo, elegir al rector y tomar decisiones limitadas sobre activos.
Estonia cuenta con un número moderado de universidades públicas y privadas. Las universidades públicas más grandes son la Universidad de Tartu, la Universidad Tecnológica de Tallin, la Universidad de Tallin, la Universidad de Ciencias de la Vida de Estonia, la Academia de Artes de Estonia y la Academia de Música y Teatro de Estonia. La universidad privada más grande es la Universidad Internacional de Audentes.
La Academia de Ciencias de Estonia es la principal institución científica del país. La industria tecnológica estonia comenzó a desarrollarse en la década de 1950 con los primeros centros de computación en Tartu y Tallin. En los años 1980, especialistas estonios colaboraron en el desarrollo de estándares de ingeniería de software para distintos ministerios de la Unión Soviética.
Estonia fue pionera en la conexión de todas sus escuelas a internet. El programa Tiigrihüpe —en estonio: «Salto del Tigre»—, lanzado en 1996, fue una iniciativa estatal para invertir en infraestructura informática y de red, especialmente en el ámbito educativo. Gracias a la temprana adopción de tecnologías educativas, las escuelas estonias lograron una transición fluida a la enseñanza en línea durante la pandemia de COVID-19 en 2020.
En el informe PISA 2022, los jóvenes estonios de 15 años se ubicaron en el primer lugar de Europa. A nivel mundial, ocuparon el sexto puesto en lectura, matemáticas y ciencias. Para apoyar un enfoque integral y personalizado, las escuelas estonias trabajan sistemáticamente en el bienestar y la salud mental del alumnado.
En 2024 comenzará la implementación gradual del estonio como lengua de instrucción en todos los centros educativos, iniciando con la educación preescolar y los primeros y cuartos grados. En el año escolar 2021–2022, el 13,5 % de los estudiantes recibía enseñanza en ruso, y este grupo mostró un rendimiento inferior al de quienes estudiaban en estonio.

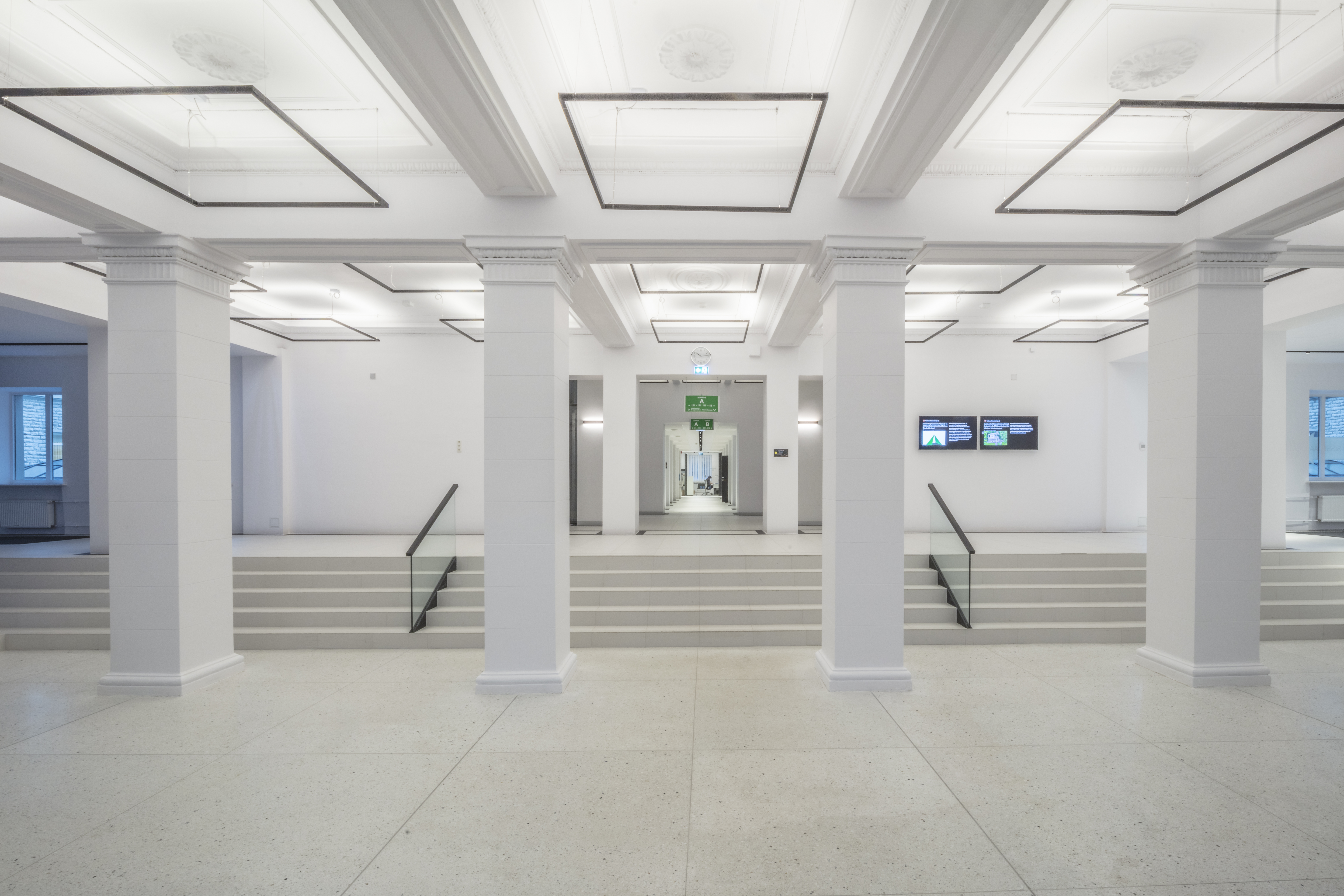
Universidad de Ciencias Aplicadas de Tallin.

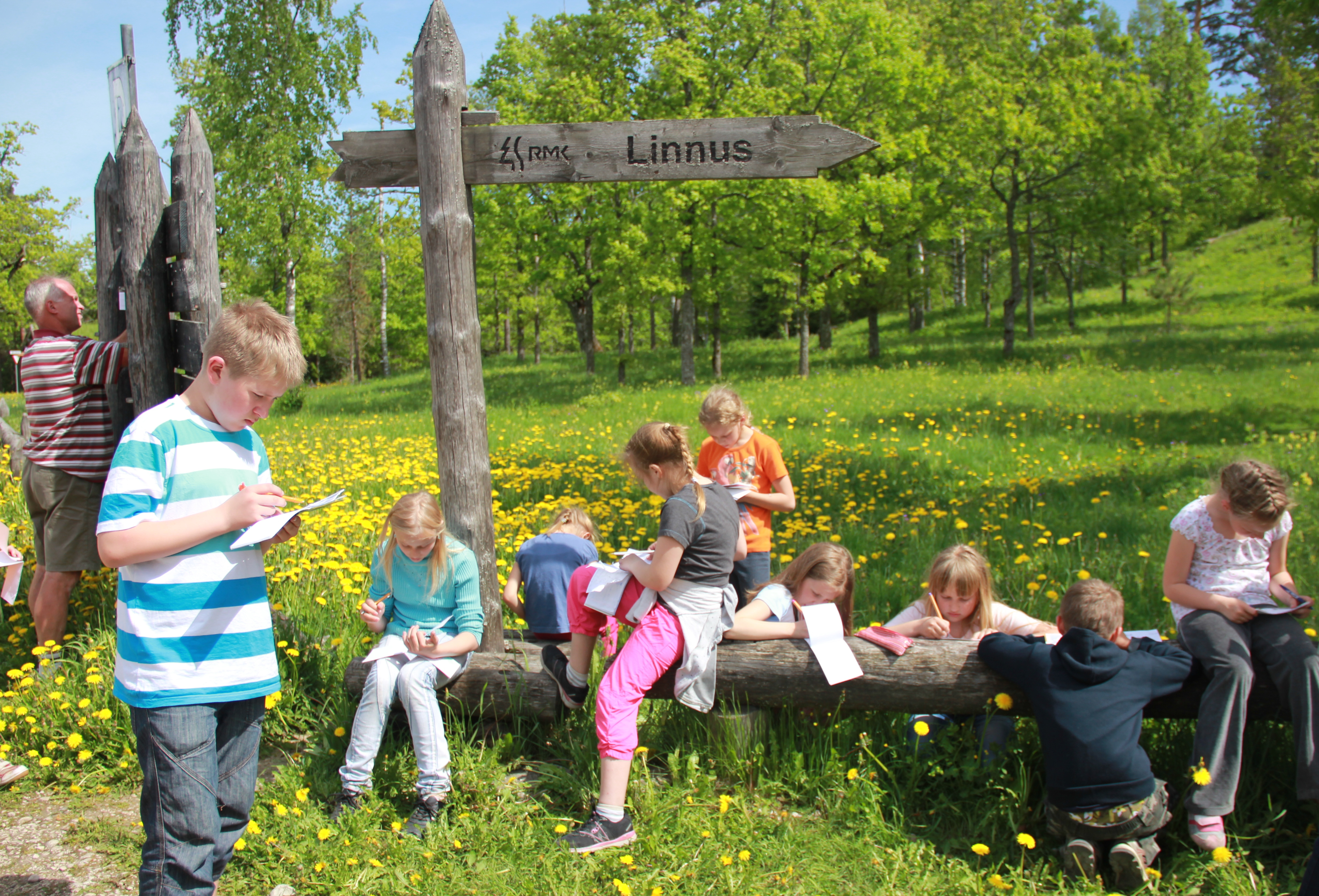
Educación al aire libre en Estonia.

## Educación preescolar
La educación preescolar en Estonia se ofrece a niños de entre tres y siete años en instituciones educativas especialmente dedicadas a ello. El objetivo principal de esta etapa es apoyar a la familia del niño fomentando su crecimiento y desarrollo, teniendo en cuenta su individualidad. Las instalaciones para la educación preescolar son proporcionadas por las autoridades locales a solicitud de los padres. Las instituciones para la infancia siguen un currículo estatal específicamente formulado para este propósito. Los niños que completan el currículo preescolar reciben un certificado que registra su desarrollo, el cual los padres deben presentar en la escuela donde se matriculará al niño.

## Educación integral básica
El sistema educativo básico obligatorio en Estonia es la escuela comprensiva de nueve años —en estonio: põhikool—, cuya asistencia es obligatoria —aunque se permite la educación en casa, esta es poco común—. La educación básica representa el mínimo obligatorio de educación general y puede adquirirse parcialmente en escuelas primarias (grados 1 al 6), escuelas básicas (grados 1 al 9) o escuelas secundarias superiores que también imparten el currículo de escuela básica. Los primeros cuatro grados de la escuela primaria se llaman Algkool, que puede traducirse como «escuela inicial», y a veces se confunde con la escuela primaria. En algunas zonas con baja densidad de población, Algkool puede ser la única escuela disponible y los estudiantes deben continuar su educación primaria en una ciudad más grande.
La educación básica se imparte siguiendo el currículo nacional de la escuela básica o un currículo simplificado. Para graduarse de la escuela básica, el estudiante debe completar el currículo con al menos un nivel satisfactorio y aprobar tres exámenes de graduación: lengua estonia o estonio como segunda lengua, matemáticas y un examen en una asignatura de libre elección. Además, debe presentar un trabajo creativo.
Tras finalizar la escuela básica, existen varias opciones para continuar el camino educativo. Es posible obtener educación secundaria general en una escuela secundaria superior, educación secundaria vocacional en una institución de formación profesional o directamente una ocupación. Los conocimientos, habilidades y competencias del alumnado suelen evaluarse en una escala de cinco puntos donde «5» es «muy bueno», «4» es «bueno», «3» es «satisfactorio», «2» es «insuficiente» y «1» es «muy deficiente». Las escuelas pueden usar un sistema de calificación diferente, y para los cursos de 1.º a 3.º o 4.º se permite usar un sistema descriptivo sin calificaciones numéricas.